# Шабад, Тимофей Осипович
Цемах Йоселевич (Тимофей Осипович) Шабад (пол. Cemach Szabad; 5 февраля 1864, Вильна — 20 января 1935, Вильно) — российский и польский медик, еврейский общественный деятель, публицист и редактор.

## Биография
Окончил медицинский факультет Московского университета, после чего занимался медицинской практикой в Москве. Затем работал как врач-эпидемиолог в ряде областей России. Участвовал в борьбе с эпидемией холеры в Астрахани. С 1894 года жил в Вильно. Возглавлял одну из местных больниц, получил известность как врач-терапевт. Создал в Вильно отделение «Общества охранения здоровья еврейского населения», возглавлял отделение «Еврейского колонизационного общества». Затем член городского муниципалитета Вильно.
В 1905 году за участие в антиправительственных выступлениях (за статьи в поддержку прибалтийского сепаратизма) арестован, провёл 6 месяцев в тюрьме, затем выслан из страны. Учился в университетах Вены, Гейдельберга и Берлина. Продолжил медицинскую карьеру в Германии. Основатель Общества здоровья, ряда еврейских общеобразовательных школ. Стоял у истоков Еврейского научного института.
Вернулся в Россию в 1907 году. Член виленской ложи «Единение», входившей в Великий восток народов России. Принял участие (медиком) в Первой мировой войне (1915).
Один из активных участников еврейского общественного движения в Вильно, один из основателей Идише фолкспартей. Во времена Второй Речи Посполитой был избран в муниципалитет города Вильно (1919) и Польский сейм (1928—1930) от Блока национальностей (украинцев, евреев, немцев и белорусов Польши), получившего 55 мест.
Редактор издания «Фолксгезунт» (народное здоровье) на идише. Жил на ул. Большая Погулянка (с 1939 года — улица Йонаса Басанавичюса), д. 16, где был создан Еврейский научный институт.
Один из создателей светских еврейских общеобразовательных школ «Цемах».
Публиковался в печати на русском, польском и немецком языках. Автор книг по медицине и вопросам миграции человечества. Почётный член и вице-президент Медицинского общества Еврейского научного института.

## Семья
- Жена — Шифра Лейбовна (Стефания Львовна) Гродзенская (1878—1943). Её сестра — музыкальный педагог Н. Л. Гродзенская (1892—1974), племянница — филолог-романист Е. М. Вольф. Другая сестра — Эсфирь Львовна Заславская (1885—1943), была замужем за журналистом, литературным критиком Д. И. Заславским. Другая сестра — Эмма Львовна Гродзенская (1880—1942) — была замужем за польским хирургом Ароном Орко Соловейчиком (их три сына стали видными врачами и учёными-медиками). Другая сестра — Ольга Львовна Гродзенская (1881—?) — была замужем за психиатром Исидором Семёновичем (Израилем Симоновичем) Германом (1865—1928), директором Орловской губернской психиатрической больницы Святого Духа. Ещё одна сестра Анна Львовна Гродзенская (1895—1964) была замужем за польским юристом и правоведом Владиславом Юзефом Шатенштейном (пол. Władysław Józef Szatensztejn, 1893—1944), автором ряда научных трудов в области юриспруденции[1].
- Дочь — Регина Вайнрайх (1898—1974), ботаник. Её муж — известный лингвист и исследователь идиша Макс Вайнрайх.
  - Внуки — известный лингвист, один из основателей социолингвистики Уриэль Вайнрайх и физик Габриэль Вайнрайх[2].
- Старший сын — Яков Шабад (1901—1958), получил сельскохозяйственное образование в Германии. До войны был фермером недалеко от Вильно. Фронтовик, закончил войну майором, имел государственные награды. В послевоенное время жил в Вильнюсе, работал в Министерстве сельского хозяйства Литовской ССР. Похоронен вместе с отцом. Его сын Теодор был журналистом и географом в США.
- Младший сын — Иосиф (1904—1938), инженер-связист по специальности, жил и работал в Ленинграде. В 1938 году он был арестован, обвинён в шпионаже и расстрелян.
- Племянница — Роза Исидоровна Шабад-Гавронская (1881—1943), также работала врачом в Вильно. Попала в гетто и оставалась со своими пациентами и детьми-сиротами в основанном ею же самой приюте гетто до последнего дня. Отказалась от возможности побега. По одной версии в день ликвидации гетто её отправили вместе с остальными постояльцами больницы и приюта в Польшу, по другим — сразу в Понары близ Вильно. Племянник — Л. М. Шабад, онколог, академик АМН СССР; внучатый племянник — математик В. А. Залгаллер.

Две правнучки доктора Шабада, продолжая семейную традицию, медики: Стефания Шифра Вайнрайх специалист по редким болезням, а Алла Шабад — детский офтальмолог. Среди родственников доктора Шабада также балерина Майя Плисецкая..

## В литературе
Его считают прототипом Доктора Айболита — известного персонажа историй К. И. Чуковского, который жил в доме Цемаха Шабада, когда приезжал в Вильнюс.

## Память
В 1930-х годах ему был поставлен памятник, ныне находящийся в Государственном Еврейском музее им. Виленского Гаона.
16 мая 2007 года премьер-министром Литвы и автором проекта был открыт памятник работы скульптора Ромуалдаса Квинтаса на пересечении родной улицы Цемаха Шабада Месиню и улицы Диснос, в старом городе Вильнюса. Памятник был установлен по инициативе Общественного фонда литваков (осн. в 2004). Памятник представляет собой бронзовые фигуры доктора в старомодной шляпе, высотой около 170 см и девочки с кошкой на руках в память о том, как знаменитый доктор ловко достал рыболовный крючок из языка кошки.
Имя доктора Шабада какое-то время носила Смоленская улица в Вильнюсе.